# سیاهپوش
سیاهپوش یا سیه‌پوش (به کردی: سیەھپۆش یا Siyehpoş) شاعر کلاسیک کرد سده هیجدهم و نوزدهم است. اشعارش به گویش کرمانجی است. مشهورترین اثرش منظومه بزمی-رزمی سیف الملوک و بدیع الجمال است.

## زندگی
اطلاعات اندکی از زندگی وی در دسترس است. برخی وی را زاده ارومیه دانسته و گروهی او را زاده کردستان ترکیه به شمار آورده‌اند. از اشعارش بر می‌آید که از کردهای ایران بوده که به عثمانی مهاجرت کرده است. آرامگاهش در شهر فارقین در ترکیه است.

## شعر
اثر معروف سیاهپوش منظومه بزمی-رزمی سیف الملوک و بدیع الجمال است، که به شرح ماجرای عشق این دو می‌پردازد. سیه پوش در لابلای مثنوی غزل‌هایی انشا کرده که سبک وی را از شاعران پیشینش تا حدی ممتاز می‌کند. نمونه زیر از مثنوی یاد شده است:
| مەیێ هەفت سال و ساقیی چاردە سالە    |  | چ خوەش شرب و نەزەرحوسن و جەمالە      |
| د دیوانێ گـەراندن مــەیفرۆشان       |  | دلێ ساحێب کەمالان هاتە جۆشان         |
| ب هەڤرا موتربانێ مەست و مەخموور     |  | ل سەد رەنگ لێ ددان تەنبوور و سەنتوور |
| گەلەک ساحێب کەمال بوون دین و ئەبتەر |  | نەبوون هوشیار ئەسلا تا ب مەحشەر      |